# Нильсен, Рогер
Рогер Нильсен (норв. Roger Nilsen; род. 8 августа 1969, Тромсё) — норвежский футболист, защитник известный по выступлениям за «Шеффилд Юнайтед» и сборной Норвегии. Участник Чемпионата мира 1994 года. С 2006 года работает тренером.

## Клубная карьера
Нильсен начал карьеру в клубе «Тромсё». В 1989 году Рогер перешёл в «Викинг». С новой командой он в 1991 году выиграл Кубок Норвегии. В 1993 году Нальсен на правах аренды выступал за немецкий «Кёльн». 14 ноября в матче против «Байер-04» он дебютировал в Бундеслиге. После завершения сезона в Норвегии Рогер подписал соглашение с английским «Шеффилд Юнайтед». Сумма трансфера составила 550 тыс. фунтов. 6 ноября в поединке против «Норвич Сити» Нильсен дебютировал в Премьер-лиге. По окончании сезона клуб вылетел в Чемпионшип и Рогер ещё четыре с половиной года пытался помочь клубу вернуться в элиту.
В марте 1999 года в статусе свободного агента Нильсен перешёл в «Тоттенхэм Хотспур». Доиграв сезон в составе шпор он подписал соглашение с австрийским клубом ГАК. Нильсен помог выиграть новой команде национальный кубок. В конце года он покинул Австрию и сезон отыграл за шведский «Мольде». В 2003 году Рогер закончил карьеру в «Брюне».

## Международная карьера
В 1989 году в составе молодёжной сборной Норвегии Нильсен выступал на молодёжном чемпионате мира в Саудовской Аравии.
31 октября 1990 года в товарищеском матче против сборной Камеруна Рогер дебютировал за сборную Норвегии. 9 сентября 1992 года в отборочном матче чемпионата мира 1994 против сборной Сан-Марино он сделал «дубль». В 1994 году Нильсен был включен в заявку национальной команды на участие в Чемпионате мира в США. На турнире он был запасным и не сыграл ни минуты.

### Голы за сборную Норвегии
| # | Дата            | Противник  | Результат | Соревнование                          |
| - | --------------- | ---------- | --------- | ------------------------------------- |
| 1 | 9 сентября 1992 | Сан-Марино | 10:0      | Чемпионат мира 1994 отборочный турнир |
| 2 | 9 сентября 1992 | Сан-Марино | 10:0      | Чемпионат мира 1994 отборочный турнир |

## Достижения
«Викинг»
- Обладатель Кубка Норвегии: 1991

ГАК
- Обладатель Кубка Австрии: 2000